# Andrea Escobar
Andrea Escobar Yepes (Medellín, Colombia, 24 de enero de 1997), es una ciclista colombiana de BMX. Selección Colombia desde el año 2014, pertenece a la liga de BMX Antioquia. Ha sido Campeona de la Copa Internacional Mariana Pajón 2019,  Oro Copa Internacional de las Luces 2018, Bronce Juegos Olímpicos de la Juventud China 2014, Oro Campeonato Continental 2014, Oro Campeonato Suramericano 2014, Oro Campeonato Panamericano 2014, Oro Campeonato Suramericano 2013.

## Biografía
Andrea Escobar Yepes nació en Medellín, Antioquia, y comenzó a practicar BMX en su colegio el Columbus School, un colegio bilingüe privado en Alto de Las Palmas km 16, Envigado, Antioquia, que tiene su propia pista de BMX. Comenzó a practicar el deporte en segundo de primaria, incentivada por su mamá, pero cuenta que en sus inicios sus compañeros le hacían  bullying porque era la única niña del equipo: le pinchaban la bicicleta, la tumbaban, le hacían el ambiente muy pesado. Se retiró y se metió al equipo de baloncesto, en el que permaneció por 5 años, hasta que vio a Mariana Pajón ganando un Mundial de BMX por televisión en el 2009 (Australia) lo que la incentivó a regresar al deporte de las bielas a los 13 años. Desde ese entonces ya lleva 10 años en el deporte.
Le dicen "The Rocket" Escobar porque desde el año 2014 se fue a entrenar al Centro Mundial de la UCI en Suiza a unas pistas con unos morros mucho más grandes que los de las pistas colombianas, y la gente se sorprendía de que ella era la única niña que saltaba todos los obstáculos elevándose mucho con un estilo propio. Andrea hace parte de la Selección Colombia de BMX desde el año 2014 y ahora vive y entrena en Suiza.
Escobar tuvo una infección en el cerebro al final del 2017 (Varicela zóster y meningitis), pero se recuperó para continuar obteniendo triunfos y posicionarse como referente del BMX a nivel nacional. 
Entre sus triunfos más destacados se encuentran ORO Copa Internacional BMX Mariana Pajón 2019, ORO Copa Internacional de las Luces 2018 (Medellín), 4o lugar en la I-II Ronda Europea Zolder-Bélgica 2015, Bronce Juegos Olímpicos Juveniles China 2014.
Oro Campeonato Continental 2014, Oro Campeonato Suramericano 2014, Oro Campeonato Panamericano 2014, Oro Campeonato Suramericano 2013, además de participaciones destacadas en varios Campeonatos Mundiales
Además del bicicrós, a Andrea Escobar le gusta la música, y ahora también incursiona como youtuber donde ya se pueden ver sus producciones en esta plataforma virtual.

## Palmarés
2019 
- Copa Internacional BMX Mariana Pajón 2019[8]
  -   BMX Race.
- Campeonato Mundial BMX Heusden-Zolder, Bélgica
  - Participación.

2018
- Torneo Internacional de las Luces 2018 (Medellín)[9]
  -  BMX Race
- Campeonato Mundial Bakú Azerbaiyán
  - Participación

2017
- Campeonato Mundial Rock Hill, USA[6]
  - Participación.

2016
- Campeonato Mundial BMX Medellín[10]
  - Participación

2015
- I-II Ronda Europea Zolder-Bélgica
  - 40 Lugar

2014
- Juegos Olímpicos de la Juventud[11]
  -  Prueba de BMX Race.

- Campeonato Continental de BMX
  -  BMX Race categoría juvenil
- Campeonato Suramericano de BMX
  -  BMX Race categoría juvenil
- Campeonato Mundial de BMX (Holanda)
  - Semifinalista
- Campeonato Nacional de Colombia (Armenia)[12]
  -  I y II Válida.
  -  Prueba por Tiempos.

2013
- Campeonato Suramericano de BMX (Perú)
  -  BMX Race categoría juvenil.
- Campeonato Continental de BMX (Aregentina)
  -  BMX Race categoría juvenil.
- Campeonato Panamericano de BMX
  -  BMX Race categoría juvenil
- Campeonato Mundial de BMX Nueva Zelanda
  - 7o Lugar.

2012
- Campeonato Mundial de BMX Birmingham.
  - Semifinalista.

2011
- Campeonato Panamericano de BMX
  -  BMX Race categoría juvenil
- Campeonato Suramericano de BMX 
  -  BMX Race categoría juvenil.
- Campeonato Nacional de BMX de Colombia
  -  Prueba de BMX Race.